# イル・ヴォーロ
イル・ヴォーロ（Il Volo）は、1970年代のイタリアのプログレッシブ・ロック・バンド。

## 略歴
1974年にフォルムラ・トレの進化形としてモゴール（Mogol、音楽プロデューサー）とヌメロ・ウーノ（Numero Uno、音楽レーベル）の主導で結成され、ギターとボーカルのアルベルト・ラディウスとマリオ・ラヴェッツィ、キーボードのヴィンチェ・テンペラとガブリエーレ・ロレンツィ、ベースのボブ・カレロ、ドラムのジャンニ・ダッラリオで構成された。
グループのメンバーたちは、フォルムラ・トレ（アルベルト・ラディウスとガブリエーレ・ロレンツィ）、イ・リベッリ（ジャンニ・ダッラリオ）、カマレオンティとフローラ・ファウナ・エ・チェメント（マリオ・ラヴェッツィ）、オセージ・トリベのデュエロ・マザー（ボブ・カレロ）などの重要なバンドから選りすぐられ確立されたミュージシャン集団であった。ヌメロ・ウーノの意図は、ロレダーナ・ベルテのアルバム『TIR』で実現したような、他のアーティストのアルバムにもこのグループを利用することだった。
イル・ヴォーロは、1974年のアルバム『Anima Latina』でルチオ・バッティスティとコラボレートし、特にカレロとダッラリオの貢献により、1975年の『Lucio Battisti, la batteria, il contrabbasso, eccetera』などでもコラボレートした。しかし、おそらくラディウスとモゴールの関係の悪化が原因で、結果は不十分なものであると見なされ、作品「Io ti venderei」ではイル・ヴォーロの要素を使用したオリジナルの録音を維持しつつ、ラインナップが変更された。
このグループは、1974年と1975年に、モゴールによる独自の音楽とテキストを含む2枚のディスク、『イル・ヴォーロ』『イル・ヴォーロII』を制作した。ミラノのランブロ公園で開催されたRe Nudoが主催した「Festival del Proletariato Giovanile」や、「Festival pop di Villa Pamphili」といったフェスティバルで演奏されている。1975年に彼はフランチェスコ・デ・グレゴリのコンサートに同行し、ファウスト・レアーリのアルバム『愛の物語』で演奏を行うなどしたが、年末に解散した。

## メンバー
- アルベルト・ラディウス (Alberto Radius) - ギター、ボーカル
- マリオ・ラヴェッツィ (Mario Lavezzi) - ギター、ボーカル
- ヴィンチェ・テンペラ (Vince Tempera) - キーボード
- ガブリエーレ・ロレンツィ (Gabriele Lorenzi) - キーボード
- ボブ・カレロ (Bob Callero) - ベース
- ジャンニ・ダッラリオ (Gianni Dall'Aglio) - ドラム

## ディスコグラフィ

### スタジオ・アルバム
- 『イル・ヴォーロ』 - Il Volo (1974年、Numero Uno)
- 『イル・ヴォーロII』 - Essere o non essere? Essere! Essere! Essere! (1975年、Numero Uno)

### コンピレーション・アルバム
- 『イル・ヴォーロ』 - Il Volo (1987年、Nexus International) ※スタジオ・アルバム2枚を収めたコンピレーション

### ファウスト・レアーリ (e イル・ヴォーロ)
- 『愛の物語』 - Amore Dolce, Amore Amaro, Amore Mio (1975年、CBS)

### シングル
- "Gente in amore" / "Medio Oriente 249.000 tutto compreso" (1975年、Numero Uno)

### 参加コンピレーション・アルバム
- Pop Villa Pamphili (2002年、BMG Ricordi) ※「Il calore umano」で参加